# Règim de Control de la Tecnologia de Míssils
El Règim de Control de la Tecnologia de Míssils, també conegut per les sigles MTCR (en anglès: Missile Technology Control Regime) és un règim multilateral de control d'exportacions. Es tracta d'un acord polític informal entre trenta-cinc estats membres que pretenen limitar la proliferació de míssils i de la tecnologia de míssils. El MTCR no és un tractat i no imposa cap obligació legalment vinculant als socis membres.
El règim fou creat el 1987 pels països industrialitzats del G-7. El MTCR pretén limitar els riscos de proliferació d'armes de destrucció massiva (WMD) controlant les exportacions de mercaderies i tecnologies que puguin contribuir als sistemes de llançament d'aquestes càrregues per aeronaus no tripulades. En aquest context, el MTCR posa un enfocament especial en coets i vehicles aeris no tripulats capaços de llançar una càrrega útil d'almenys 500 kg (1.100 lb) a un rang d'almenys 300 km (190 milles) i en equips, programari i tecnologia per a aquests sistemes.

## Història
El règim de control de la tecnologia de míssils (MTCR) va ser establert l'abril de 1987 pels països del G-7: Canadà, França, Alemanya, Itàlia, Japó, el Regne Unit i els Estats Units d'Amèrica. El MTCR es va crear per frenar la propagació de sistemes de lliuraments no tripulats d'armes nuclears.
El MTCR s'aplica a les exportacions a altres membres del grup i també a les exportacions als països no membres. Tot i això, un «memorial d'ajuda» adjunt al MTCR afirma que no substitueix els acords previs pels quals els membres de l'OTAN defensen que es permeti el subministrament de sistemes de la categoria 1 entre els seus membres. Un exemple seria l'oferta de míssils Trident dels Estats Units al Regne Unit per al lliurament d'armes nuclears.
Entre els dies 29 de juny i 2 de juliol de 1992, a la reunió anual celebrada a Oslo presidida pel senyor Sten Lundbo, es va acordar ampliar l'àmbit del MTCR per incloure la no proliferació de vehicles aeris no tripulats (UAVs) per a totes les armes de destrucció massiva. Els materials prohibits es van dividir en dues categories que s'exposen a l'annex de l'equipament, el programari i la tecnologia MTCR.
El 27 de juny de 2016, després de llargues negociacions diplomàtiques amb tots els països membres, l'Índia es va unir al MTCR com a 35è membre del grup.
Des de la seva creació, el MTCR ha tingut èxit ajudant a frenar o aturar diversos programes de míssils balístics. Segons l'Associació de Control d'Armes, Argentina, Egipte i l'Iraq van abandonar el seu programa de míssils balístics conjunts Còndor II. El Brasil i Sud-àfrica també van eliminar programes de llançament de míssils I vehicles espacials no tripulats. Alguns països de l'Europa de l'Est, com Polònia i la República Txeca, van destruir els seus míssils balístics, en part, per millorar les seves possibilitats d'incorporar-se al MTCR. L'octubre de 1994, per tal de fer més uniforme l'aplicació de les directrius MTCR, els estats membres van establir la política segons la qual si un membre denega la venda d'una tecnologia a un altre país, tots els altres membres també han de fer-ho.
La República Popular Xina no és membre del MTCR, però ha acceptat complir les directrius i annexos originals de 1987, però no les revisions posteriors. La Xina es va comprometre verbalment que s'adheriria al MTCR el novembre de 1991 i va incloure aquestes garanties en una carta del seu ministre d'afers exteriors el febrer de 1992. La Xina va reiterar la seva promesa en la declaració conjunta d'octubre de 1994 entre els EUA i la Xina. En la seva declaració conjunta d'octubre de 1997, els Estats Units i la Xina van declarar que es posen d'acord «a partir de la declaració conjunta de 1994 sobre la no proliferació de míssils». El 2004, la Xina va sol·licitar adherir-se al MTCR, però no va ser acceptada a causa de la desconfiança pels estàndards de control de les exportacions de la Xina.
Israel, Romania i Eslovàquia també han acordat seguir voluntàriament les normes d'exportació del MTCR encara que no en siguin membres.
El règim té les seves limitacions, ja que se sap que els països del MTCR violen les regles clandestinament. Alguns d'aquests països, amb diversos graus d'assistència estrangera, han desplegat míssils balístics de gamma mitjana que poden viatjar a més de 1.000 quilòmetres de distància. Alguns d'aquests països, que no són membres del MTCR, també s'estan convertint en venedors més que no pas en simples compradors al mercat mundial d'armes. Corea del Nord, per exemple, és vista com la font principal de la proliferació de míssils balístics en el món actual i la Xina ha subministrat míssils i tecnologia balística al Pakistan.
El 2002, el MTCR es va complementar amb el codi de conducta internacional contra la proliferació de míssils balístics, també conegut com a HCOC (Codi de Conducta de la Haia), que demana contenció i cura en la proliferació de sistemes de míssils balístics capaços de disparar armes de destrucció massiva. Compta amb 119 membres i treballa paral·lelament amb el MTCR amb restriccions menys específiques.